# Ревайлдинг

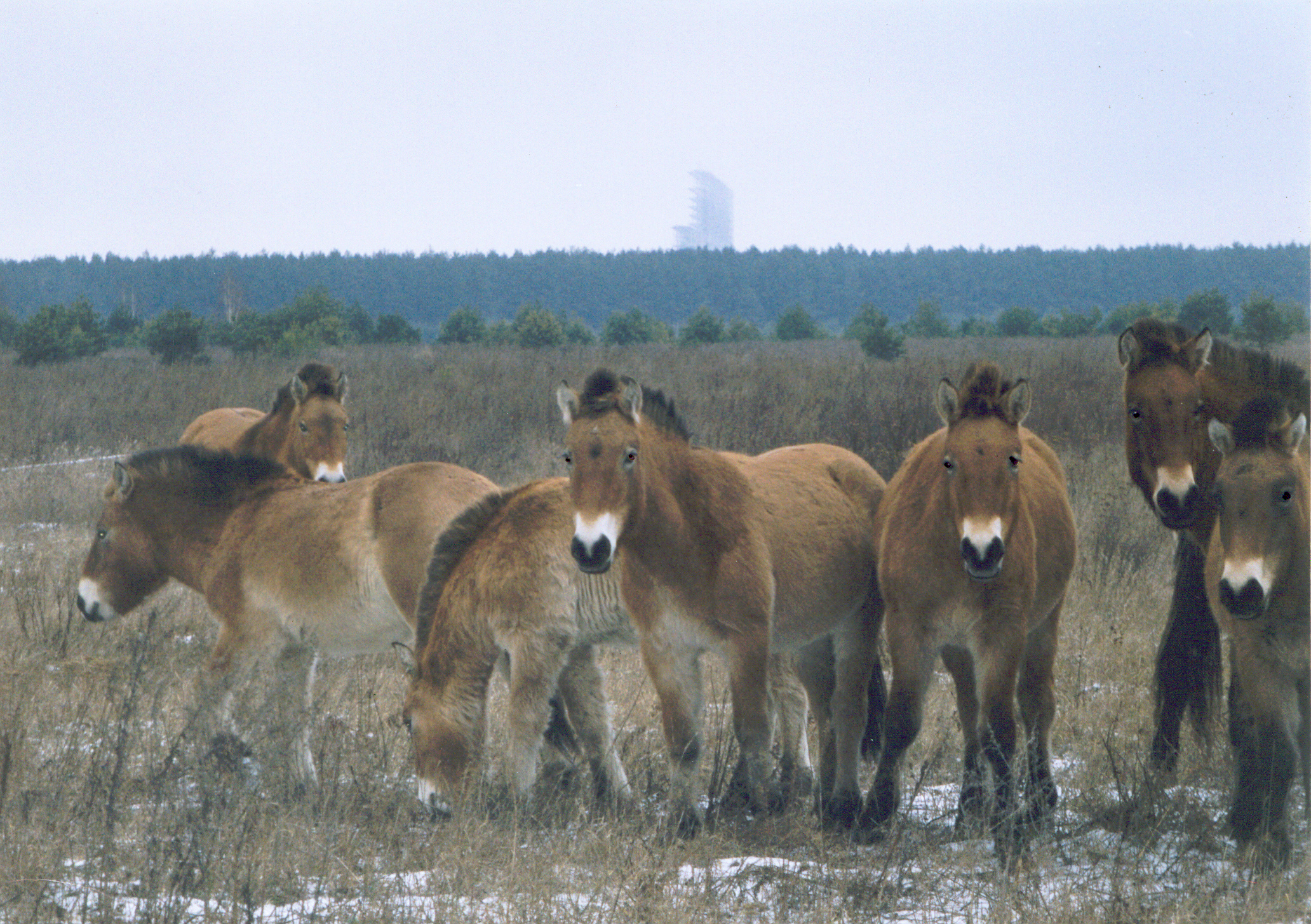
Коні Пржевальського у Чорнобильському заповіднику

Ревайлдинг, здичавіння або оприроднення (англ. rewilding, від wild — дикий, природний) — поняття в екології, що означає відновлення характерних для певного регіону екосистем шляхом поетапного повернення аборигенних видів.

## Трактування
Поняття «ревайлдинг» зазвичай використовується в контексті повернення збережених великих тварин (т. зв. видів-інженерів) в місця природних ареалів, де раніше вони були повністю винищені людиною.
Також ревайлдинг можна трактувати як «здичавіння», полишення територій, на яких давно були знищені природні екосистеми для їх відновлення у природний стан без втручання людини. Зокрема, таке бачення викладає український еколог Олексій Бурковський у науково-популярному фільмі «Торські степи».
Міжнародна організація Rewilding Earth визначає ревайлдинг, як масштабне втручання у трансформовані екосистеми з метою відновлення і захисту природних процесів і основних територій дикої природи, забезпечення зв'язку між такими територіями шляхом вселення крупних хижаків та ключових видів. Кінцевою метою ревайлдингу — відновити екосистеми до стану, коли вони потребуватимуть лише пасивного управління, обмежуючи контроль людини над екосистемами. Таким чином, ревайлдинг — це крупномасштабний менеджмент територій, що збільшує кількість природних екосистем і зменшує частку антропогенно трансформованих ландшафтів.
В маніфесті організації йдеться наступне:
|                                                    | ...Ми прагнемо відновити ключові види, такі як вовки, великі кішки, бобри, дикі собаки перій, лосось, вугор, кити, півники та каштани - в їхніх природних ареалах. Ми прагнемо захистити всі громадські дикі землі для їх найвигіднішого та найкращого використання: як середовища проживання дикої природи, місця природних екосистем та спокійних майданчиків для відпочинку. Ми одночасно працюємо над розширенням системи дикої природи та парків, заохочуємо благодійність диких земель та заощаджуємо збереження приватних земель. Ми схвалюємо пропозицію про захист принаймні половини загальної площі наземних та водних екосистем. Усі ці здобутки для дикого світу, звичайно, залежать від стриманості людини; і тому ми також сприяємо вирішенню криз надмірного населення та кліматичних криз... |
| — The Rewilding Institute (TRI). 1 листопада 2008. | |

## Походження
Слово ревайлдинг було придумано членами горизонтальної мережі радикальних природоохоронних організацій «Земля передусім!». Термін вперше опубліковано 1990 р. і згодом уточнено біологами Майклом Суле та Ридом Носсом у статті, опублікованій у 1998 р. According to Soulé and Noss, rewilding is a conservation method based on «cores, corridors, and carnivores». The concepts of cores, corridors, and carnivores were developed further in 1999. На думку Суле і Носа, ревайлдинг — це метод охорони природи, заснований на «ключових територіях, коридорах та плодоїдних».

## Історія
Ревайлдинг було розроблено як метод збереження функціональних екосистем та скорочення втрат біорізноманіття, включаючи дослідження в галузі біогеографії островів та екологічних ролей великих хижаків. В 1967 році «Теорія острівної біогеографії» Роберта Х. Макартура та Едварда О. Уільсона використовувала важливість розмірів та ізоляції територій, які зберігають дику природу, адже ті території, що охороняються, залишаються лише уявним захистом від вимирання, якщо вони маленькі та закриті.

## Ревайлдинг у Європі
У країнах Євросоюзу нині здійснюється масштабна програма ревайлдингу (European Rewilding) розрахована до 2020 року, яка передбачає створення в степових і лісостепових областях країн Східної Європи (в деяких документах згадується і Україна) десяти великих природних парків загальною площею 1 млн га. Метою проєкту, умовно званого «Європейським Серенгеті», є формування передумов для соціального та економічного розвитку регіонів, де ведення традиційного сільського господарства по ряду причин стає неконкурентоспроможним. За рахунок розвитку масового екологічного туризму передбачається забезпечити зайнятість місцевих жителів і додатково залучити до природоохоронної діяльності мільйони нових прихильників. Одночасно за рахунок відновлення видового різноманіття та збільшення чисельності великих травоїдних, а також окремих видів великих хижаків, європейські екологи розраховують поетапно відновити природний потенціал раніше зруйнованих екосистем і сприяти відновленню біорізноманіття.
Найбільшою у Європі зоною природного відновлення є Чорнобильський радіаційно-екологічний біосферний заповідник в Україні.

## В Україні

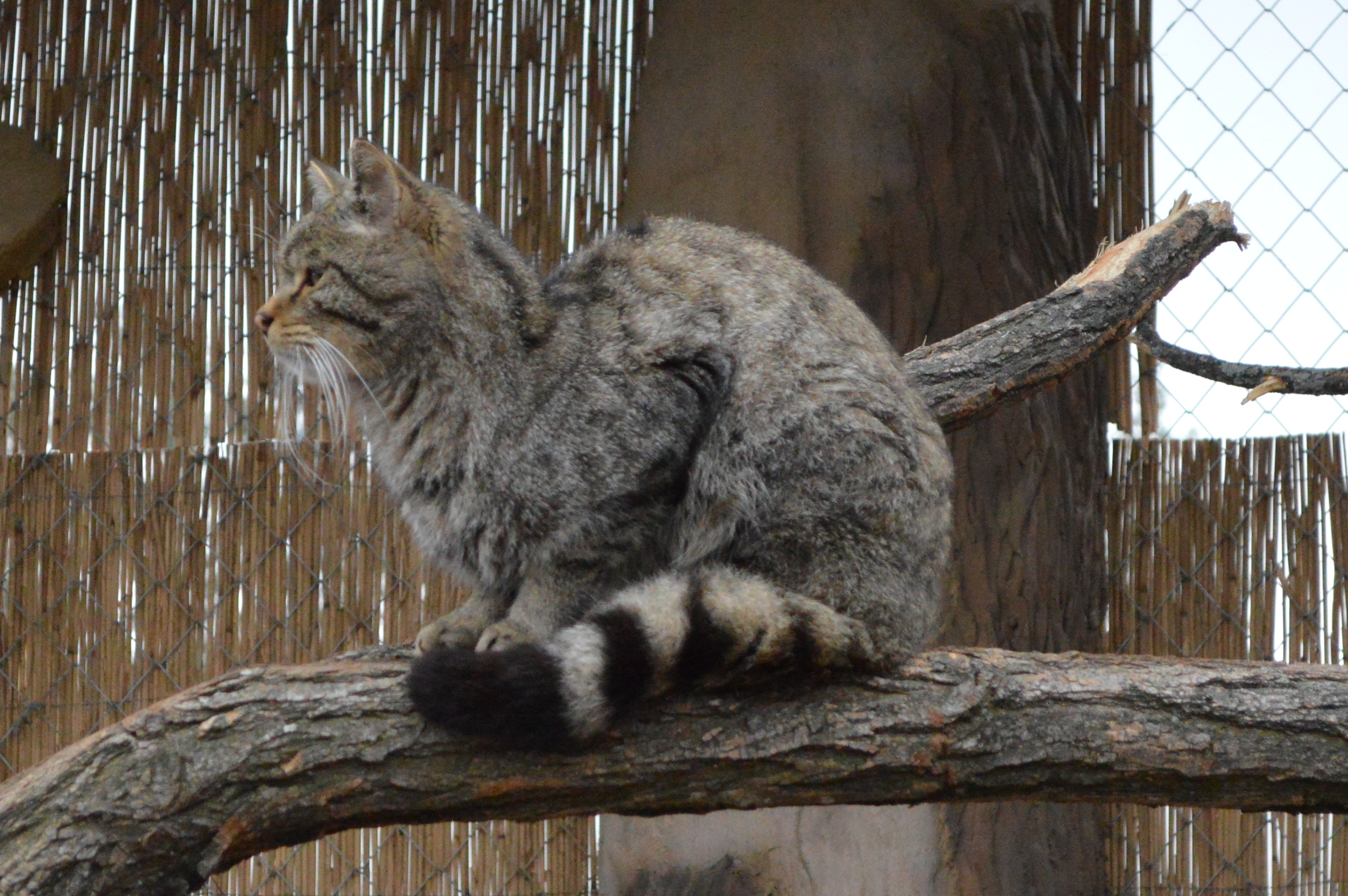
Дикі коти у природному парку «Беремицьке» (Чернігівщина)

В параметрах ревайлдингу здійснюється діяльність Парку природи «Беремицьке» на Чернігівщині. Також реалізується експериментальний проєкт у заказнику «Тарутинський степ».

## Аргументи «за» ревайлдинг
1. Біорізноманіття

Діяльність людини була неймовірно руйнівною з точки зору такого важливого природного ресурсу як біорізноманіття. У звіті Всесвітнього фонду дикої природи, представленому у 2014 році, детально описано, як тільки за останні 40 років люди привели до зникнення половини тварин на планеті. Це відбувається через полювання, знищення місць мешкання тварин, а також забруднення водних ресурсів, лісів і т. д. Ревайлдинг натомість дає природі можливість відновити її природне біорізноманіття.
1. Саморегуляція

Коли екосистеми характеризуються біорізноманіттям, вони стають саморегульовані. Це означає, що екосистеми не вимагають втручання або підтримки людини. Природні екосистеми самі формують той природний баланс, найбільш підходящий для їх подальшого розвитку.
1. Захист від вимирання

Повернення тварин, колись які мешкали на тих чи інших територіях, є способом їхнього захисту від вимирання. До речі, це стосується не тільки великих тварин, але також дрібних звірів, комах і рослин.
1. Комерційна вигода

Багато критиків ревайлдингу стверджують, що повернення тварин може завдати шкоди населенню з фінансової точки зору. Насправді сафарі та спостереження за дикими тваринами — затребуваний вид дозвілля сучасної людини. Це сприяє розвитку туристичного потенціалу регіону, де проводиться така діяльність, що не може не впливати на фінансовий стан місцевого населення.